# Maria Comnena Ducaina
Maria Comnena Ducaina (in greco Μαρία Κομνηνή Δούκαινα?; fl. XIII-XIV secolo) è stata una despoina epariota e contessa di Cefalonia e Zante.

## Biografia
Maria era l'unica figlia di Niceforo I Comneno Ducas, despota dell'Epiro, e della sua prima moglie Maria Lascarina, figlia dell'imperatore di Nicea Teodoro II Lascaris.
Intorno al 1283 o 1284, Maria o la sua sorellastra Thamar fu promessa in sposa a suo cugino Michele, figlio di Giovanni I Ducas, sovrano della Tessaglia, ma questi cadde in un'imboscata dei Bizantini al suo arrivo in Epiro e fu inviato a Costantinopoli, dove sarebbe morto in prigione anni dopo. Nel 1291, il padre avviò trattative con il re Carlo II d'Angiò, che provocarono l'invasione dei Bizantini nel suo territorio. Niceforo I chiese l'appoggio dei sovrani latini di Grecia, vassalli di Carlo II, per espellere i Bizantini, ma per suggellare questa alleanza dovette inviare Maria come ostaggio alla corte di Riccardo II Orsini, conte palatino di Cefalonia e Zante. Con l'aiuto dei Latini, riuscì a sconfiggere i Bizantini, che assediavano la città di Giannina.
Nel 1292, Riccardo organizzò il matrimonio di Maria con suo figlio Giovanni. Niceforo I non fu consultato su questo fatto, per cui si indignò e si placò solo nel 1295, quando la figlia e il genero si stabilirono alla sua corte. Maria visse in Epiro fino al 1303 o 1304, quando il suocero fu assassinato da uno dei suoi cavalieri e Giovanni gli succedette.
Il marito regnerà fino alla sua morte, avvenuta nel 1317, ma non si sa se Maria sia sopravvissuta a Giovanni o sia morta prima di lui.

## Discendenza
Dall'unione di Maria e Giovanni, nacquero quattro figli:
- Nicola, successore del padre a Cefalonia e sovrano dell'Epiro dopo l'assassinio dello zio.
- Giovanni, successore  del fratello dopo il suo assassinio.
- Guido, Gran Conestabile del Principato d'Acaia.
- Margherita, padrona della metà di Zante, sposò Guglielmo di Tocco.